# 宮本貞三郎
宮本 貞三郎（みやもと ていざぶろう、1883年（明治16年）9月21日 - 1972年（昭和47年）4月29日）は、日本の内務・警察官僚。官選青森県知事、岩出山町長。

## 経歴
宮城県玉造郡岩出山町（現・大崎市）で素封家・宮本益輔の長男として生まれる。第二高等学校を卒業。1910年、東京帝国大学法科大学政治学科を卒業。1911年11月、文官高等試験行政科試験に合格。内務省に入省し秋田県試補となる。
以後、大阪府事務官補、同府理事官・内務部地方課長、警視庁理事官、東京府事務官、埼玉県警察部長、愛知県警察部長、徳島県警察部長、青森県書記官・内務部長、京都府書記官・内務部長、長崎県書記官・内務部長などを歴任。1929年7月20日、大阪府書記官・学務部長に発令されたが、わずか5日後の同月25日に依願免本官となる。
犬養内閣の成立により、1931年12月18日、青森県知事に登用された。休業銀行の再開に当たっては、五百万円の県債を起こし、銀行の担保となっていた大地主の農地に自作農の創設事業を実施した。凶作の対策については、全国に呼びかけて義援金を募るなどの活動を実施した。五・一五事件による犬養内閣の退陣を受け1932年6月28日、知事を休職となる。1933年9月7日、依願免本官となり退官した。その後、1940年、日本再製タイヤー販売統制 (株) 社長、日本タイヤー再製工業組合連合会理事長に就任。1942年1月、塩竈市会において初代市長に当選したが、就任を辞退した。
1947年4月、公選初の岩出山町長に当選。戦後の財政難と物価の騰貴という状況を踏まえ、漸進的な施策の遂行を行う。一方、早急に実施が必要な施策については積極的に推進し、新制岩出山中学校の新設や、町立岩出山実科高等女学校の県立移管（宮城県岩出山高等学校）を実現した。また、1947年、1948年の集中豪雨により、名勝・有備館の池などが被害を受け、その復旧のため国・県からの補助金、伊達家からの資材の援助などの獲得に尽力した。1954年から町村合併の動きが起こると、西大崎村・一栗村・真山村との合併を推進した。町長を二期務め、新岩出山町の誕生を迎えて1954年3月に退任した。この間、第8代宮城県町村会長（1951年6月-1954年3月）、北上川総合開発審議会委員を務めた。
その後、1954年から1960年まで宮城県公安委員会委員を務め、1959年から委員長となった。